# Eusko Abendaren Ereserkia
Eusko Abendaren Ereserkia ('Volkslied van de Baskische etniciteit') is het officiële volkslied van de autonome regio Baskenland in Spanje. Oorspronkelijk werd Eusko in de titel gespeld als Euzko.
Het wordt gezongen op een traditionele Baskische melodie. De grondlegger van het Baskisch nationalisme, Sabino Arana, schreef de tekst ervan. Het werd door zijn partij, de EAJ/PNV, gebruikt en in de jaren 1930 aangenomen door de eerste Baskische regering.
De herinvoering ervan door het Baskische parlement op 14 april 1983 ondervond veel weerstand van diverse partijen die vonden dat het nog te sterk verbonden was aan de EAJ/PNV en niet genoeg aan de rest van de Basken. Wettelijk is enkel de muziek van het volkslied officieel, aangezien oppositiepartijen de tekst van Arana te religieus vonden en te sterk verbonden met de EAJ/PNV.
Opvallend is, dat de drie woorden in de titel van het lied neologismen zijn; Sabino Arana heeft veel neologismen in het Baskisch ingevoerd.
| Baskisch (Biskaais dialect) | Vrije Nederlandse vertaling |
| Gora ta Gora Euskadi aintza ta aintza bere goiko Jaun Onari. Areitz bat Bizkaian da Zar, sendo, zindo bera ta bere lagia lakua Areitz gainean dogu gurutza deuna beti geure goi buru Abestu gora Euskadi aintza ta aintza bere goiko Jaun Onari | Lang leve Baskenland glorie en glorie voor de goede Heer van boven. Er staat een eik in Biskaje oud, sterk, gezond zoals ook uw Wet Op de boom vinden wij het heilige kruis ons symbool voor altijd Zing "lang leve Baskenland" glorie en glorie voor de goede Heer van boven. |

Twee andere liederen hebben geen status van officieel volkslied, maar worden vaak wel als zodanig beschouwd: Eusko Gudariak (De Baskische Strijders) was het lied van de Baskische strijders in de Spaanse Burgeroorlog, en is tegenwoordig populair als strijdlied van de links-nationalisten (ezker abertzaleak) en de ETA. Het door José María Iparraguirre geschreven lied Gernikako arbola (De Boom van Guernica) is populair in bredere lagen van de Baskische bevolking en ook in Frans-Baskenland.